# Alberto González Arzac
Alberto González Arzac (Mar del Plata, Provincia de Buenos Aires, 27 de enero de 1937-Buenos Aires, 2 de junio de 2014) fue un abogado constitucionalista, ensayista, y militante político, comprometido con las ideas que pregonaba el peronismo, y defensor férreo de la Constitución Nacional de 1949. Fue el autor del informe sobre la apropiación de las acciones de la empresa Papel Prensa durante el Proceso de Reorganización Nacional.

## Biografía
Estudió la carrera de abogacía en la Universidad Nacional de La Plata, donde se vinculó en un principio con la intransigencia radical, y luego con el peronismo, donde militó con posturas nacionalistas. Fue Secretario de la Gobernación de la provincia de Buenos Aires (1962-1963); secretario general del CFI (1973-1976), profesor de Derecho constitucional en la UBA (1973-1976), inspector general de Justicia de la Nación (1989-1990). Fue crítico de las políticas de privatizaciones efectuadas en la década del 90 por el menemismo, consecuentemente renunciando a su cargo de inspector general de Justicia, haciendo públicas sus disidencias. 
Como abogado litigante (su oficio) defendió al historiador José María Rosa, de quien se considera su discípulo.
A principio del 2010, comenzó a preparar por encargo de la Secretaría de Comercio el informe Papel Prensa. La Verdad, una pormenorizada investigación sobre el proceso de venta de las acciones de la primera planta elaboradora de papel de diario del país de la familia Graiver a los diarios Clarín, La Nación y La Razón.

## Obras
- La Constitución de 1949 (1971)
- El Papelón de Manuel Quintana (1974)
- Sampay y la constitución del futuro (1982)
- Federalismo y Justicialismo (1984)
- Caudillos y Constituciones (1994)